# Stationnement en bataille

Stationnement en bataille.

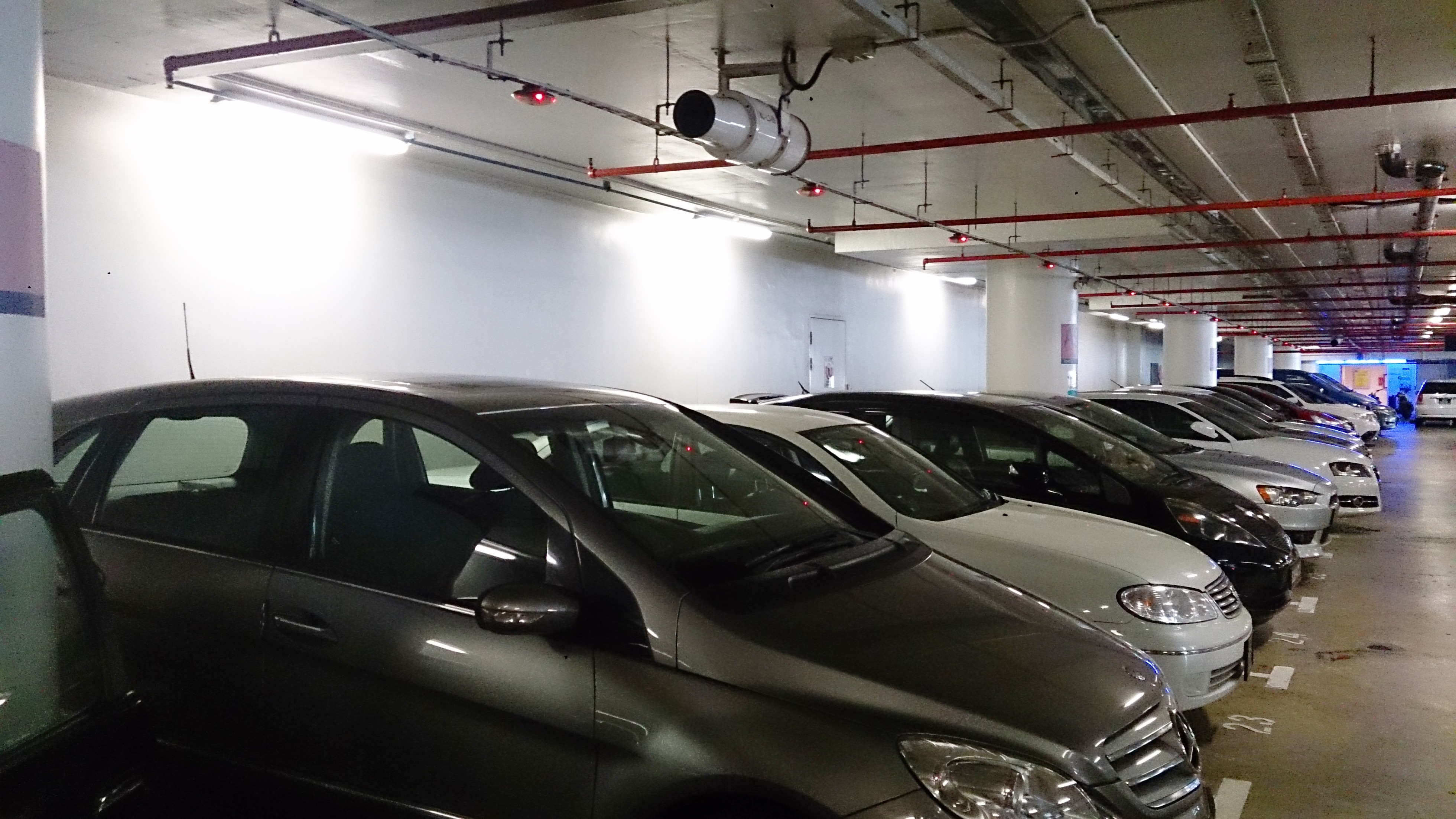
Stationnement en bataille de véhicules prêts au départ dans un parking couvert.

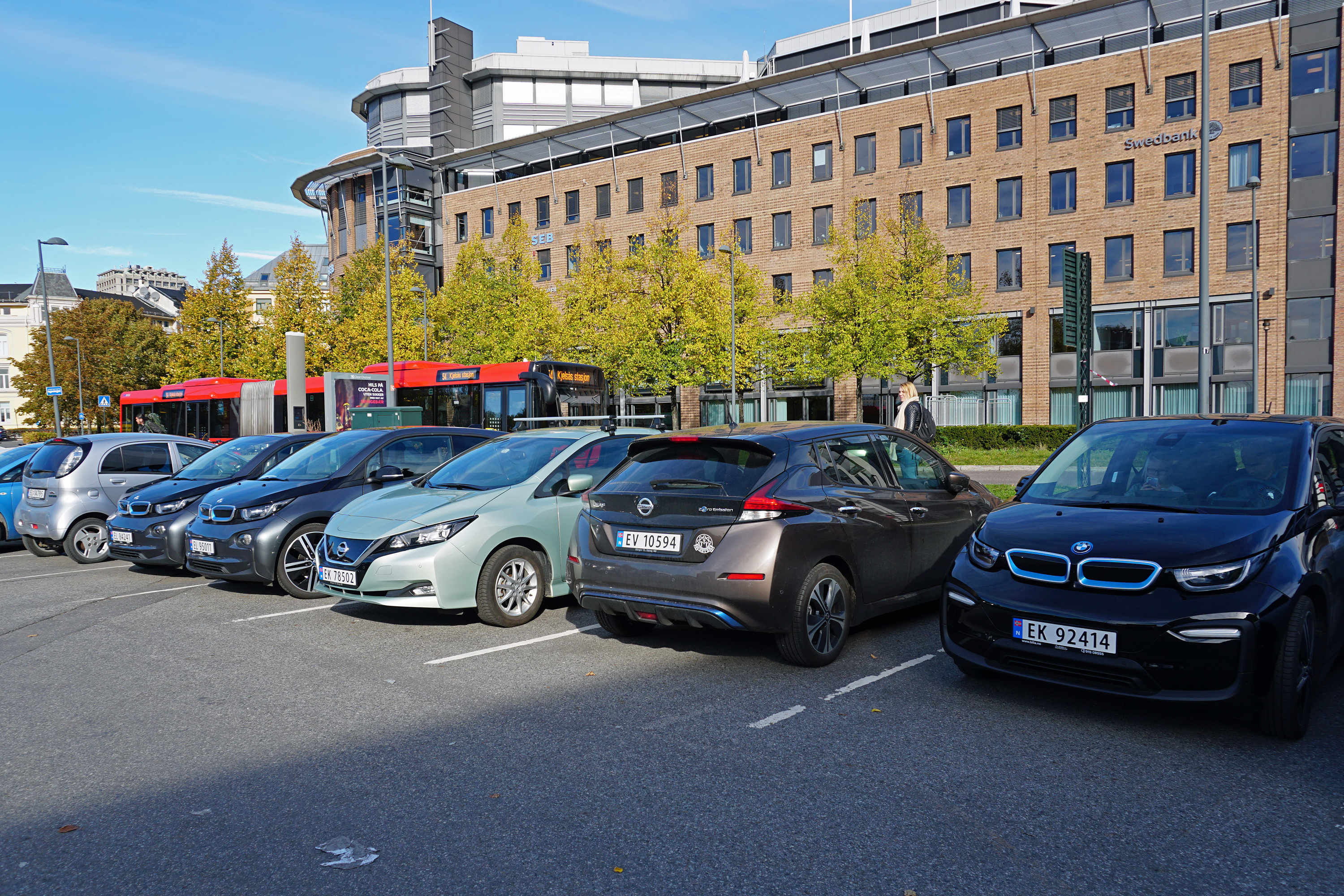
Stationnement en bataille de véhicules prêts au départ en Norvège. Certains véhicules sont garés dans un sens qui impose une sortie en marche arrière.

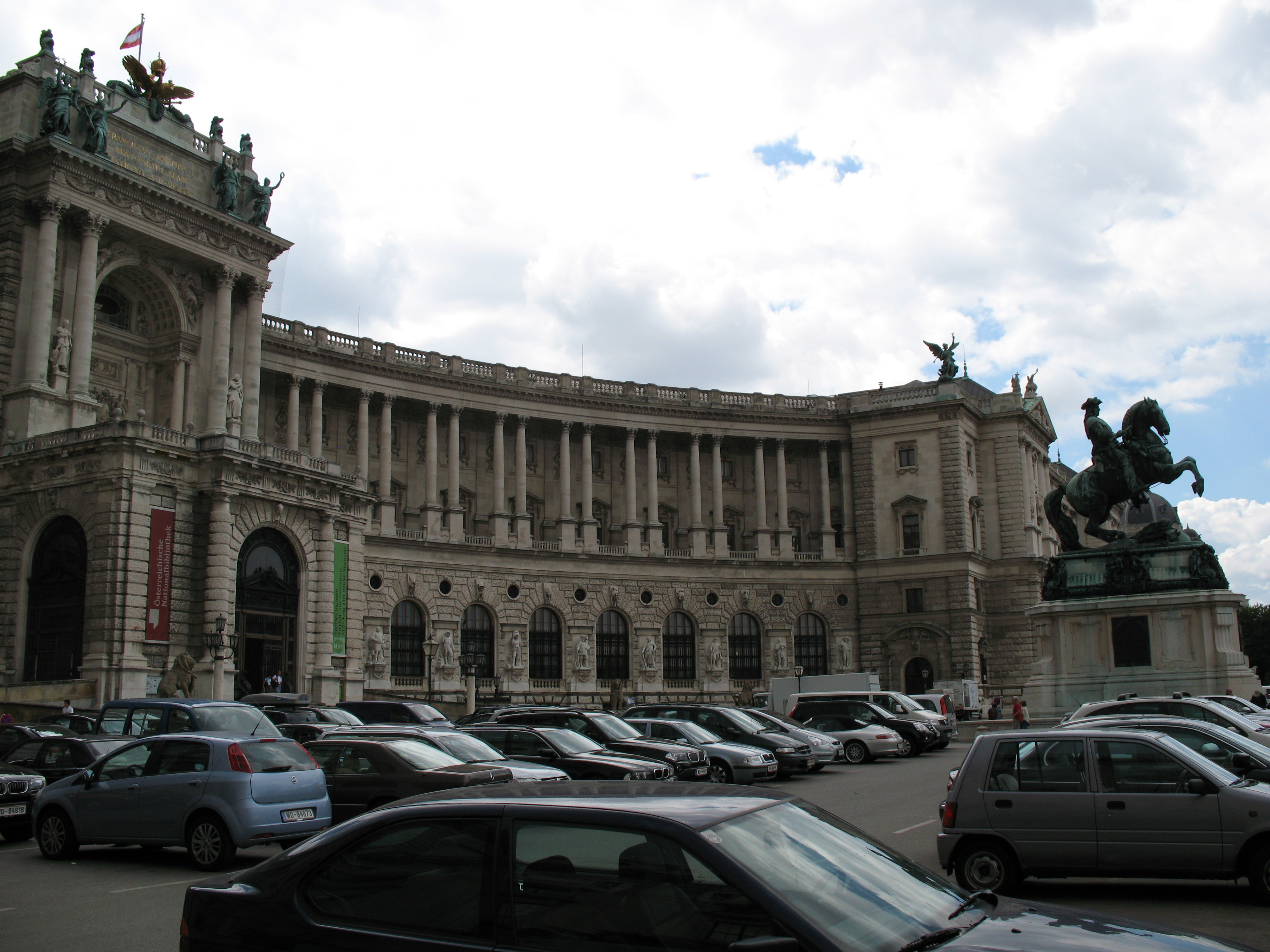
Stationnement en bataille à Vienne.

Signalisation du stationnement en bataille, Japon

Le stationnement en bataille est une forme de stationnement, à 90° par rapport à la chaussée, dans laquelle un véhicule vient se garer en marche arrière en s’insérant dans l'espace qui sépare deux autres véhicules garés de la même manière.

## Historique
Ce mode de stationnement perpendiculaire est ancien et existait déjà à Philadelphie en 1930.

## Étymologie
L'expression stationnement en bataille est attestée par un Bulletin municipal officiel de la Ville de Paris dès 1948.
La dénomination en bataille ou ordre en bataille existait déjà auparavant. Elle était utilisée par exemple dans l'ordonnance du 4 mars 1831, où l'ordre en bataille visait à déployer une ligne de front plus étendue.
De nos jours, l'expression stationnement en bataille est en phase de devenir désuète, étant remplacée par stationnement perpendiculaire :
- Le dictionnaire Larousse en parle au passé, assimilant d'ailleurs en bataille à en épi[5].
- Dans l’Instruction Interministérielle sur la Signalisation Routière (IISR), 7e partie, l'article 118-2 « Marques relatives au stationnement » ne connait que les stationnements en épi et perpendiculaires[6].

## Utilisation
Ce type de stationnement est présent dans certains parkings de centres commerciaux.

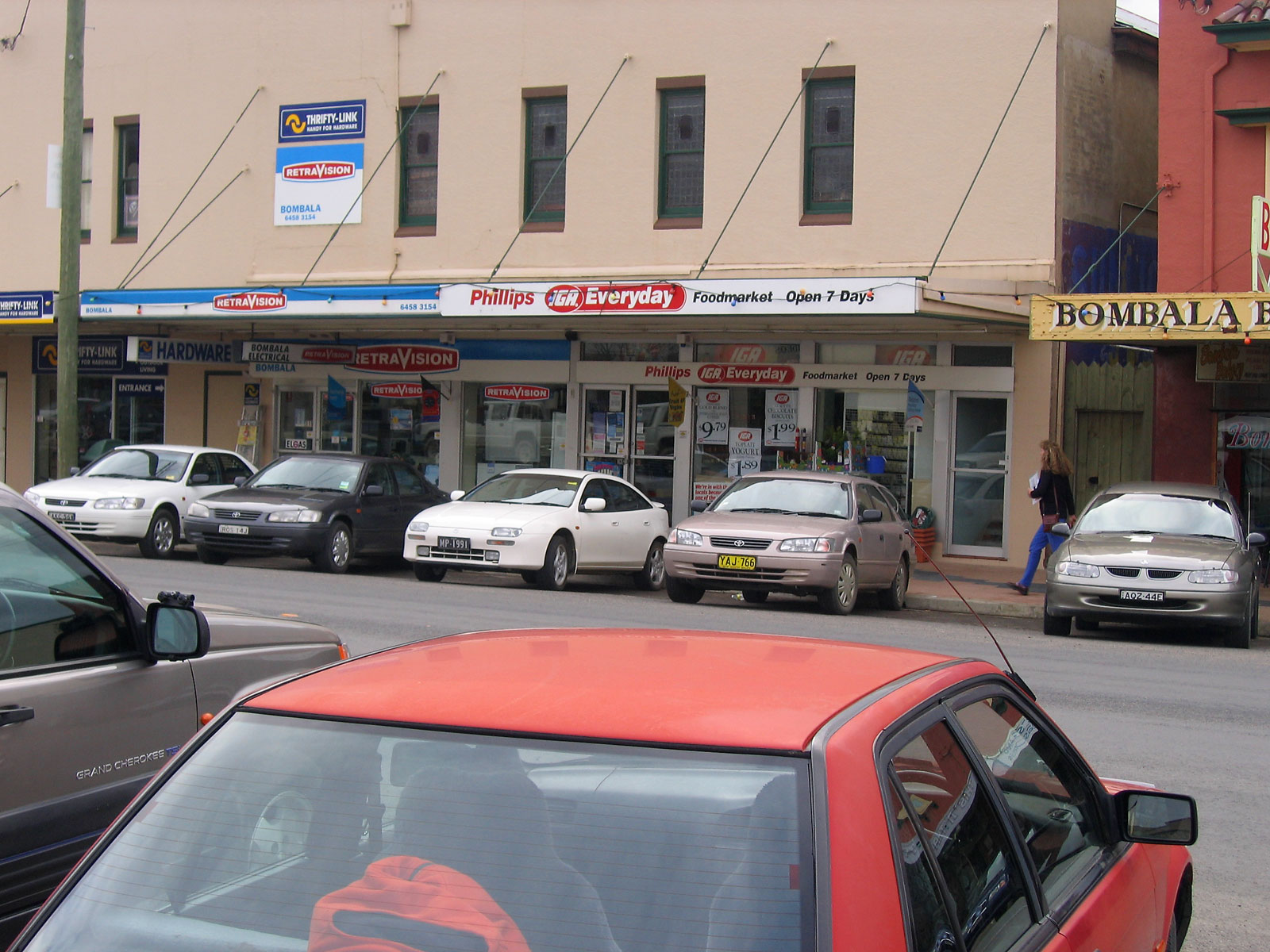
Stationnement en bataille à Bombala, New South Wales, Australie
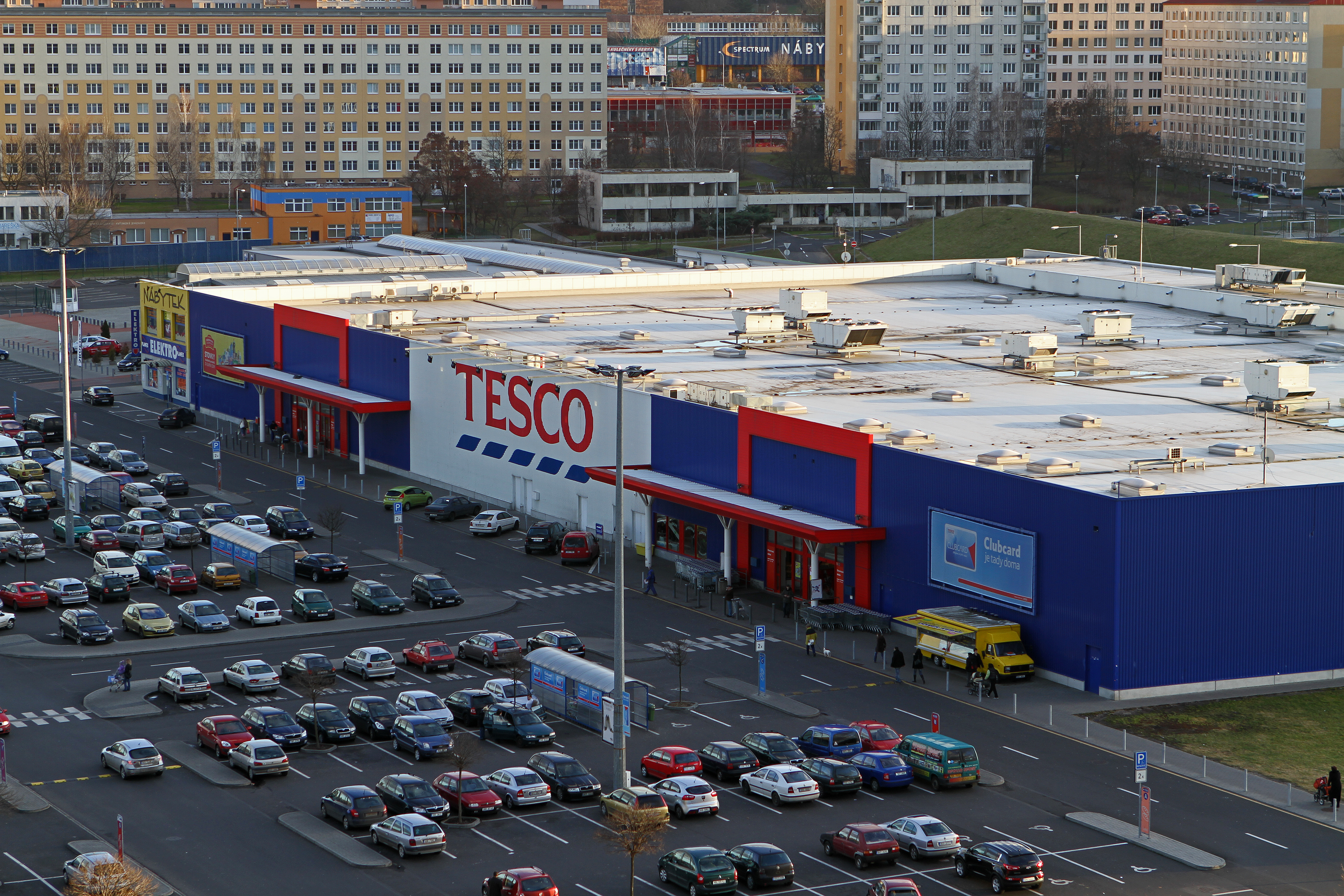
Stationnement en bataille, devant un centre commercial à Most, République tchèque
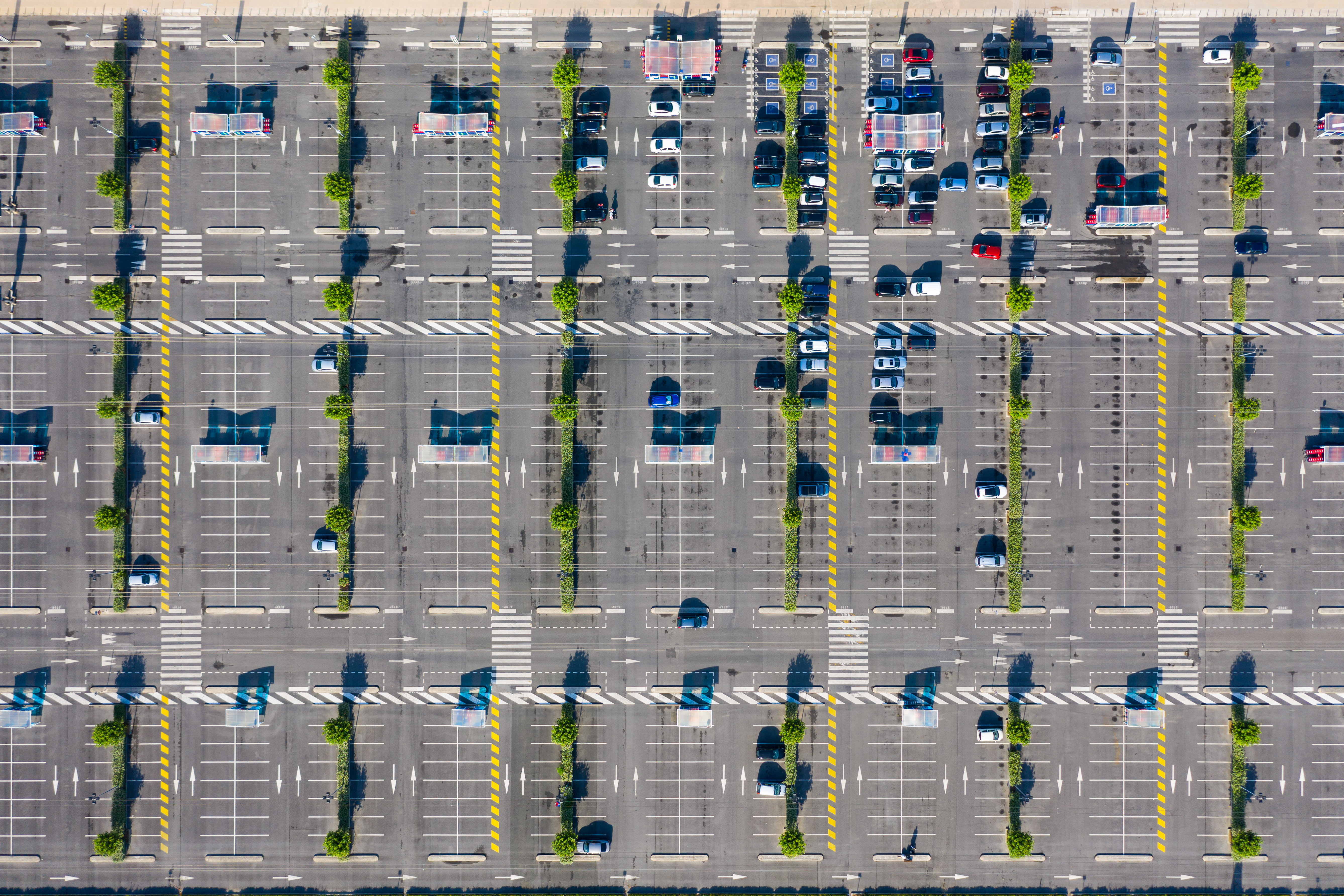
Place de stationnement en bataille, dans un centre commercial de la commune de Collégien, France